# Tim Brooke-Taylor
Timothy Julian "Tim" Brooke-Taylor OBE, född 17 juli 1940 i Buxton, Derbyshire, död 12 april 2020 i Cookham, Berkshire var en brittisk komiker och skådespelare.
Brooke-Taylor är mest känd som medlem av komeditrion The Goodies tillsammans med Graeme Garden och Bill Oddie.

## Rollista i urval
- 1966 – The Frost Report (TV-serie) (Endast manus)
- 1967 – At Last the 1948 Show (TV-serie) (Även manus)
- 1968 – Konsten att irritera folk (TV-serie)
- 1970–1982 – The Goodies (TV-serie) (Även manus)
- 1970 – Tolv plus en
- 1982 – Monty Python i Hollywood (Endast manus)
- 1989 – Asterix – bautastenssmällen (röst)
- 2005–2009 – Tillbaka till Aidensfield (TV-serie)
- 2008 – Agatha Christies Marple (TV-serie)
- 2009 – Horne & Corden (TV-serie)